# Villanueva de las Tres Fuentes
Villanueva de las Tres Fuentes es un pueblo deshabitado situado entre los términos municipales de Checa y Orea, en el extremo sureste de la provincia de Guadalajara  (España).

## Situación
Villanueva de las Tres Fuentes se sitúa entre el término municipal de Checa y Orea, en la provincia de Guadalajara, a 1.500 metros de altitud sobre el nivel del mar, encajonado entre montañas.

## Historia
Hasta el siglo XIX era conocido con el nombre de "La Chaparrilla", y sigue siendo conocido así entre los habitantes del término municipal de Orea. En la actualidad es una finca de propiedad particular.

## Clima
La temperatura media anual es de 6,5 grados. La situación del pueblo, encajonado entre montañas, y la altitud de 1500 metros, propician este clima, mediterráneo muy continentalizado, teniendo máximas contenidas en verano, con oscilaciones de hasta 30 grados e incluso heladas en el mes de julio, y en muchos inviernos, bajándose de -20 grados, helando alguna vez en casi todos los meses del año, siendo el promedio de 200 heladas anuales.[cita requerida]